# Gran Premio de Algarve de Motociclismo de 2021
El Gran Premio de Algarve de Motociclismo de 2021 (oficialmente Grande Prémio Brembo do Algarve) fue la decimoséptima prueba del Campeonato del Mundo de Motociclismo de 2021. Tuvo lugar en el fin de semana del 5 al 7 de noviembre de 2021 en el Autódromo Internacional do Algarve, situado en la ciudad de Portimão, región de Algarve, Portugal.
La carrera de MotoGP fue ganada por Francesco Bagnaia, seguido de Joan Mir y Jack Miller. Remy Gardner fue el ganador de la prueba de Moto2, por delante de Raúl Fernández y Sam Lowes. La carrera de Moto3 fue ganada por Pedro Acosta, Andrea Migno fue segundo y Niccolò Antonelli tercero.

## Resultados

### Resultados MotoGP
| Pos.    | N.º | Piloto            | Equipo                       | Constructor | Vueltas | Tiempo    | Parrilla | Puntos |
| ------- | --- | ----------------- | ---------------------------- | ----------- | ------- | --------- | -------- | ------ |
| 1       | 63  | Francesco Bagnaia | Ducati Lenovo Team           | Ducati      | 23      | 38:17.720 | 1        | 25     |
| 2       | 36  | Joan Mir          | Team SUZUKI ECSTAR           | Suzuki      | 23      | +2.478    | 3        | 20     |
| 3       | 43  | Jack Miller       | Ducati Lenovo Team           | Ducati      | 23      | +6.402    | 2        | 16     |
| 4       | 73  | Álex Márquez      | LCR Honda CASTROL            | Honda       | 23      | +6.453    | 8        | 13     |
| 5       | 5   | Johann Zarco      | Pramac Racing                | Ducati      | 23      | +7.882    | 5        | 11     |
| 6       | 44  | Pol Espargaró     | Repsol Honda Team            | Honda       | 23      | +9.573    | 6        | 10     |
| 7       | 89  | Jorge Martín      | Pramac Racing                | Ducati      | 23      | +10.144   | 4        | 9      |
| 8       | 42  | Álex Rins         | Team SUZUKI ECSTAR           | Suzuki      | 23      | +10.742   | 11       | 8      |
| 9       | 23  | Enea Bastianini   | Avintia Esponsorama          | Ducati      | 23      | +13.840   | 13       | 7      |
| 10      | 33  | Brad Binder       | Red Bull KTM Factory Racing  | KTM         | 23      | +14.487   | 19       | 6      |
| 11      | 30  | Takaaki Nakagami  | LCR Honda IDEMITSU           | Honda       | 23      | +20.912   | 22       | 5      |
| 12      | 10  | Luca Marini       | SKY VR46 Avintia             | Ducati      | 23      | +22.450   | 12       | 4      |
| 13      | 46  | Valentino Rossi   | Petronas Yamaha SRT          | Yamaha      | 23      | +22.752   | 16       | 3      |
| 14      | 04  | Andrea Dovizioso  | Petronas Yamaha SRT          | Yamaha      | 23      | +26.207   | 21       | 2      |
| 15      | 6   | Stefan Bradl      | Repsol Honda Team            | Honda       | 23      | +26.284   | 20       | 1      |
| 16      | 12  | Maverick Viñales  | Aprilia Racing Team Gresini  | Aprilia     | 23      | +26.828   | 18       |        |
| 17      | 21  | Franco Morbidelli | Monster Energy Yamaha MotoGP | Yamaha      | 23      | +27.863   | 9        |        |
| Ret     | 88  | Miguel Oliveira   | Red Bull KTM Factory Racing  | KTM         | 22      | Caída     | 17       |        |
| Ret     | 27  | Iker Lecuona      | Tech3 KTM Factory Racing     | KTM         | 22      | Caída     | 10       |        |
| Ret     | 20  | Fabio Quartararo  | Monster Energy Yamaha MotoGP | Yamaha      | 20      | Caída     | 7        |        |
| Ret     | 41  | Aleix Espargaró   | Aprilia Racing Team Gresini  | Aprilia     | 7       | Caída     | 14       |        |
| Ret     | 9   | Danilo Petrucci   | Tech3 KTM Factory Racing     | KTM         | 0       | Caída     | 15       |        |
| 1.      |     |                   |                              |             |         |           |          |        |
| Fuente: |     |                   |                              |             |         |           |          |        |

### Resultados Moto2
| Pos.    | N.º | Piloto                | Constructor | Vueltas | Tiempo        | Parrilla | Puntos |
| ------- | --- | --------------------- | ----------- | ------- | ------------- | -------- | ------ |
| 1       | 87  | Remy Gardner          | Kalex       | 23      | 39:36.275     | 2        | 25     |
| 2       | 25  | Raúl Fernández        | Kalex       | 23      | +3.014        | 1        | 20     |
| 3       | 22  | Sam Lowes             | Kalex       | 23      | +3.899        | 8        | 16     |
| 4       | 44  | Arón Canet            | Boscoscuro  | 23      | +7.616        | 4        | 13     |
| 5       | 6   | Cameron Beaubier      | Kalex       | 23      | +7.621        | 6        | 11     |
| 6       | 13  | Celestino Vietti      | Kalex       | 23      | +10.021       | 14       | 10     |
| 7       | 9   | Jorge Navarro         | Boscoscuro  | 23      | +10.908       | 10       | 9      |
| 8       | 72  | Marco Bezzecchi       | Kalex       | 23      | +11.586       | 7        | 8      |
| 9       | 37  | Augusto Fernández     | Kalex       | 23      | +13.121       | 5        | 7      |
| 10      | 23  | Marcel Schrötter      | Kalex       | 23      | +13.286       | 15       | 6      |
| 11      | 21  | Fabio Di Giannantonio | Kalex       | 23      | +14.614       | 3        | 5      |
| 12      | 40  | Héctor Garzó          | Kalex       | 23      | +25.538       | 12       | 4      |
| 13      | 62  | Stefano Manzi         | Kalex       | 23      | +26.511       | 17       | 3      |
| 14      | 42  | Marcos Ramírez        | Kalex       | 23      | +27.225       | 13       | 2      |
| 15      | 64  | Bo Bendsneyder        | Kalex       | 23      | +28.345       | 29       | 1      |
| 16      | 54  | Fermín Aldeguer       | Boscoscuro  | 23      | +28.412       | 28       |        |
| 17      | 24  | Simone Corsi          | MV Agusta   | 23      | +32.282       | 21       |        |
| 18      | 55  | Hafizh Syahrin        | NTS         | 23      | +35.387       | 16       |        |
| 19      | 12  | Thomas Lüthi          | Kalex       | 23      | +39.184       | 24       |        |
| 20      | 14  | Tony Arbolino         | Kalex       | 23      | +43.803       | 23       |        |
| 21      | 45  | Tetsuta Nagashima     | Kalex       | 23      | +43.432       | 25       |        |
| 22      | 11  | Nicolò Bulega         | Kalex       | 23      | +43.491       | 27       |        |
| 23      | 70  | Barry Baltus          | NTS         | 23      | +45.847       | 26       |        |
| 24      | 16  | Joe Roberts           | Kalex       | 23      | +54.350       | 22       |        |
| 25      | 74  | Piotr Biesiekirski    | Kalex       | 23      | +1:08.619     | 31       |        |
| Ret     | 7   | Lorenzo Baldassarri   | MV Agusta   | 14      | Retirado      | 30       |        |
| Ret     | 97  | Xavi Vierge           | Kalex       | 10      | Caída         | 11       |        |
| Ret     | 96  | Jake Dixon            | Kalex       | 9       | Caída         | 20       |        |
| Ret     | 79  | Ai Ogura              | Kalex       | 2       | Caída         | 9        |        |
| Ret     | 75  | Albert Arenas         | Boscoscuro  | 1       | Caída         | 18       |        |
| DSQ     | 35  | Somkiat Chantra       | Kalex       | 0       | Bandera negra | 19       |        |
| 1. 2.   |     |                       |             |         |               |          |        |
| Fuente: |     |                       |             |         |               |          |        |

### Resultados Moto3
| Pos.    | N.º | Piloto             | Constructor | Vueltas | Tiempo     | Parrilla | Puntos |
| ------- | --- | ------------------ | ----------- | ------- | ---------- | -------- | ------ |
| 1       | 37  | Pedro Acosta       | KTM         | 21      | 38:04.339  | 14       | 25     |
| 2       | 16  | Andrea Migno       | Honda       | 21      | +0.354     | 16       | 20     |
| 3       | 23  | Niccolò Antonelli  | KTM         | 21      | +0.880     | 8        | 16     |
| 4       | 52  | Jeremy Alcoba      | Honda       | 21      | +1.768     | 11       | 13     |
| 5       | 28  | Izan Guevara       | Gas Gas     | 21      | +1.839     | 12       | 11     |
| 6       | 71  | Ayumu Sasaki       | KTM         | 21      | +1.874     | 10       | 10     |
| 7       | 55  | Romano Fenati      | Husqvarna   | 21      | +1.972     | 13       | 9      |
| 8       | 43  | Xavier Artigas     | Honda       | 21      | +2.333     | 6        | 8      |
| 9       | 24  | Tatsuki Suzuki     | Honda       | 21      | +3.423     | 18       | 7      |
| 10      | 12  | Filip Salač        | KTM         | 21      | +6.591     | 9        | 6      |
| 11      | 31  | Adrián Fernández   | Husqvarna   | 21      | +6.940     | 3        | 5      |
| 12      | 99  | Carlos Tatay       | KTM         | 21      | +9.392     | 26       | 4      |
| 13      | 96  | Daniel Holgado     | KTM         | 21      | +9.930     | 21       | 3      |
| 14      | 66  | Joel Kelso         | KTM         | 21      | +9.996     | 19       | 2      |
| 15      | 67  | Alberto Surra      | Honda       | 21      | +10.416    | 15       | 1      |
| 16      | 82  | Stefano Nepa       | KTM         | 21      | +11.650    | 22       |        |
| 17      | 20  | Lorenzo Fellon     | Honda       | 21      | +11.695    | 23       |        |
| 18      | 54  | Riccardo Rossi     | KTM         | 21      | +11.736    | 20       |        |
| 19      | 5   | Jaume Masià        | KTM         | 21      | +13.616    | 5        |        |
| 20      | 92  | Yuki Kunii         | Honda       | 21      | +30.001    | 17       |        |
| 21      | 6   | Ryusei Yamanaka    | KTM         | 21      | +30.183    | 24       |        |
| 22      | 19  | Andi Farid Izdihar | Honda       | 21      | +30.249    | 25       |        |
| NC      | 27  | Kaito Toba         | KTM         | 13      | +8 vueltas | 27       |        |
| Ret     | 7   | Dennis Foggia      | Honda       | 20      | Caída      | 4        |        |
| Ret     | 11  | Sergio García      | Gas Gas     | 20      | Caída      | 1        |        |
| Ret     | 17  | John McPhee        | Honda       | 4       | Caída      | 2        |        |
| DSQ     | 40  | Darryn Binder      | Honda       | 21      | +1.086     | 7        |        |
| DNS     | 2   | Gabriel Rodrigo    | Honda       |         | No empezó  |          |        |
| 1. 2.   |     |                    |             |         |            |          |        |
| Fuente: |     |                    |             |         |            |          |        |